# Blood at the Orpheum
Blood at the Orpheum è il primo album dal vivo del gruppo statunitense In This Moment, pubblicato il 21 gennaio 2014 con la Century Media.

## Tracce
1. It is Written – 0:33
2. Rise with Me – 2:01
3. Adrenalize – 4:28
4. Interview "Live DVD" – 0:41
5. Blazin' – 4:24
6. Interview "Beast Within" – 0:47
7. Beast Within – 3:59
8. Beautiful Tragedy – 5:56
9. Interview "Into the Light" – 0:40
10. Into the Light – 5:42
11. Interview "The Best Crew Ever" – 0:29
12. The Blood Legion – 4:16
13. Interview "Gunshow" – 0:26
14. The Gun Show – 4:49
15. Interview "Whore" – 1:49
16. Whore – 4:14
17. Interview "Burn" – 0:32
18. Burn – 8:34
19. Blood – 6:54

## Formazione
- Maria Brink - voce, pianoforte
- Chris Howorth - chitarra solista, cori
- Kyle Konkiel - basso, cori